# 리차드 쥬얼
《리차드 쥬얼》(영어: Richard Jewell)은 2019년 개봉한 미국의 전기 드라마 영화이다. 클린트 이스트우드가 감독을 맡았으며, 마리 브레너 기자가 배너티 페어지에 쓴 기사 〈리처드 주얼의 발라드〉(The Ballad of Richard Jewell)를 바탕으로 하고 있다. 폴 월터 하우저가 주인공 리처드 주얼을 연기했고 샘 록웰, 캐시 베이츠, 존 햄, 올리비아 와일드가 출연하였다.
주인공인 리처드 주얼은 1996년 하계 올림픽 당시 애틀랜타의 센테니얼 올림픽 공원에서 임시 행사 경비요원으로 재직했던 인물이다. 1996년 7월 27일 이 공원에서 폭탄 테러 사건이 터졌을 때, 폭발물을 사전에 발견하고 시민들을 대피시킴으로써 인명 피해를 줄였다. 그러나 사건 사흘 뒤 언론에서 주얼의 자작극이라는 의혹이 제기되어 테러범으로 몰리게 되었고, 영웅적 인물임에도 악명에 시달리게 되었다. 이후 2005년에야 진범이 검거되면서 주얼의 혐의는 풀렸으나 처음 자작극 의혹을 제기했었던 애틀랜타 저널의 보상을 받지 못하고 2007년 8월 사망했다.
영화에서 주얼의 어머니 바비 역을 맡은 캐시 베이츠가 제77회 골든 글로브상과 제92회 아카데미상 여우주연상 후보에 올랐다.

## 줄거리
영화는 1996년 애틀랜타 올림픽 폭탄 테러 사건을 배경으로 한다. 리처드 쥬얼은 평범한 보안 요원으로, 올림픽 공원에서 폭탄이 든 배낭을 발견하고 신속하게 대피시켜 많은 사람들의 목숨을 구한다. 처음에는 영웅으로 칭송받지만, 곧 FBI는 그를 유력한 용의자로 지목한다. 쥬얼은 전직 변호사였던 왓슨 브라이언트에게 도움을 요청하고, 브라이언트는 쥬얼의 결백을 믿고 그의 변호를 맡는다.
FBI는 쥬얼이 과거 경찰을 동경했으며, 권위를 숭상하는 성향을 가졌다는 점을 근거로 그가 관심을 받기 위해 스스로 범행을 저지른 후 영웅 행세를 하려 했다고 의심한다. 한편, 애틀랜타 저널의 기자 캐시 스크럭스는 FBI 요원으로부터 쥬얼이 용의자라는 정보를 얻고 이를 기사화한다. 이 기사로 인해 쥬얼은 하루아침에 용의자로 낙인찍히고, 언론과 여론의 십자포화를 받게 된다.
브라이언트는 쥬얼의 억울함을 풀기 위해 여러 증거를 확보하려 노력한다. FBI의 압박 수사가 계속되자 쥬얼의 어머니는 기자회견을 열고 아들의 결백을 호소한다. 여러 난관 끝에, 쥬얼은 마침내 무혐의 처분을 받지만, 그는 이미 언론과 여론의 오해로 큰 상처를 입은 상태였다.
몇 년 후, 실제 범인인 에릭 루돌프가 체포되고 쥬얼은 누명을 벗게 된다. 영화는 쥬얼이 당한 부당한 현실과 언론의 무분별한 보도가 한 개인에게 미치는 영향에 대해 이야기하며, 쥬얼의 억울한 죽음과 그의 곁을 지켰던 브라이언트와 그의 어머니의 이야기를 통해 진실의 중요성을 강조한다.

## 출연진
- 폴 월터 하우저 - 리처드 주얼
- 샘 록웰 - 왓슨 브라이언트
- 캐시 베이츠 - 바버라 "바비" 주얼
- 존 햄 - 톰 쇼
- 올리비아 와일드 - 캐시 스크러그스
- 니나 아리안다 - 나디아
- 이언 고메즈 - 댄 베넷
- 웨인 듀발 - 위증 수사관(polygraph examiner)
- 딜런 커스먼 - 브루스 휴스
- 마이크 프니에프스키 - 브랜던 햄